# Wiesenkomplex bei Eisen
Das Naturschutzgebiet Wiesenkomplex bei Eisen liegt im Landkreis St. Wendel im Saarland.

## Lage
Das Gebiet befindet sich in den Gemarkungen der Ortsteile Eisen und Sötern der Gemeinde Nohfelden sowie in der Gemarkung des Ortsteils Schwarzenbach der Gemeinde Nonnweiler. Es besteht aus vier nicht zusammenhängenden Teilflächen mit einer Gesamtfläche von 90 ha. Die größte Teilfläche befindet sich nordwestlich von Eisen und reicht im Nordosten bis zum Golfpark Bostalsee. Nordöstlich des Golfplatzes befindet sich eine weitere Teilfläche, die sich nördlich der Landesstraße L146 etwa 900 m weit in nordwestlicher Richtung erstreckt.
Zwei weitere kleine Teilflächen befinden sich nördlich der Landesstraße L330. Eine Fläche verläuft südlich entlang des Krippbachs, die andere in geringer Entfernung nördlich des Krippbachs.

## Bedeutung
Seit seiner Einrichtung im Jahr 2016 ersetzt der Wiesenkomplex bei Eisen die beiden ehemaligen Naturschutzgebiete „Wiesen nördlich Eisen“ (NSG-101) und „Wiesen bei Sötern - Waldbach“ (NSG-107).
Schutzzweck des Naturschutzgebiets ist die Erhaltung, Wiederherstellung und Entwicklung der hier vorherrschenden Lebensraumtypen. Das sind vor allem artenreiche Borstgraswiesen und Schwarzerlen-Eschen- und Weiden-Auwälder sowie Fließgewässer mit ihrer flutenden Wasserpflanzenvegetation, Pfeifengraswiesen und Magere Flachland-Mähwiesen. 
Damit sollen vor allem die Lebensräume der dort ansässigen Tierarten wie Kammmolch, Großer Feuerfalter und Helm-Azurjungfer erhalten werden.